# Josep Claret i Assols
Josep Claret i Assols (Manresa, S XIX - Barcelona, 23 de març de 1953) fou un advocat, empresari polític català, diputat a les Corts Espanyoles durant la restauració borbònica.
Membre del Casal Regionalista de la Comarca de Bages, fou elegit diputat de la Lliga Regionalista pel districte de Manresa a les eleccions generals espanyoles de 1916 i 1918. Formà part de l'Assemblea de Parlamentaris i fou un dels signataris del Manifest de 14 de juny de 1917 dirigit pels parlamentaris regionalistes al país. De 1919 a 1929 fou vocal en el Consell d'Administració de Mutua General de Seguros.